# Lavausseau
Lavausseau korábbi község Franciaország Új-Aquitania régiójában, Vienne megyében. 2019. január 1-jén Benassay, La Chapelle-Montreuil és Montreuil-Bonnin korábbi községekkel egyesült és az így létrejött Boivre-la-Vallée új község része lett.
Lakosainak száma 743 fő (2018. január 1.). Lavausseau Benassay, La Chapelle-Montreuil, Curzay-sur-Vonne, Jazeneuil, Latillé és Montreuil-Bonnin községekkel határos.

## Népesség
A település népességének változása:
| Lakosok száma | 809  | 826  | 816  | 770  | 743  |
|               | 2013 | 2015 | 2016 | 2017 | 2018 |